# Gammelgård (Storring Sogn)
 For alternative betydninger, se Gammelgård. (Se også artikler, som begynder med Gammelgård)
Gammelgård er beliggende i Storring Sogn mellem Storring i øst og Høver i vest og er en af områdets største gårde. På jordrerne omkring findes bl.a. rester af  Rane Jonsens borg, Sandgravvold, hvilken Margrete 1. rev ned.
Gammelgård er arnested for en af slægterne der bærer efternavnet Gammelgaard, hvoraf Lars P. Gammelgaard, Frederik Gammelgaard og Jens P. Gammelgaard er del.
|  | Denne artikel om en bygning eller et bygningsværk kan blive bedre, hvis der indsættes et (bedre) billede. Du kan hjælpe ved at afsøge Wikimedia Commons for et passende billede eller lægge et op på Wikimedia Commons med en af de tilladte licenser og indsætte det i artiklen. |

56°7′59.6″N 9°54′48″Ø / 56.133222°N 9.91333°Ø